# Зяблицев, Евгений Геннадьевич
Евгений Геннадьевич Зяблицев (род. 21 июня 1965, Волкодаевка, Томская область) — государственный деятель, депутат Государственной думы второго, третьего и четвёртого  созывов.

## Биография
Образование высшее — 1995 г., математико-механический факультет Уральского государственного университета им. А. М. Горького. Кандидат экономических наук.

### Депутат госдумы
С 1995 по 2007 гг. являлся депутатом Госдумы РФ (с перерывом).
Стал депутатом ГД РФ четвёртого созыва на довыборах по Верх-Исетскому одномандатному избирательному округу № 162 в марте 2004 года.
В 2007 году баллотировался в депутаты Госдумы от партии "Союз правых сил".
4 октября 2006 года на радиодебатах при выборах в Свердловскую областную думу Евгений Зяблицев начал упрекать Евгения Ройзмана за монетизацию льгот. При этом Ройзман в своё время голосовал против монетизации, а Зяблицев — за. За это Ройзман надавал пощёчин Зяблицеву. По инициативе Зяблицева в мае 2007 года Генеральная прокуратура РФ обращалась в Государственную Думу с просьбой лишить Ройзмана депутатской неприкосновенности из-за драки.
С 2011 г. — депутат Заксобрания Свердловской области.